# 船越敬祐
船越 敬祐（ふなこし けいすけ、1780年〈安永9年〉頃 - 1850年〈嘉永3年〉頃）は、江戸時代後期の梅毒専門医師。伯耆国会見郡四日市村（現在の鳥取県米子市四日市町）出身。号は錦海。

## 略歴
商家の生まれで、梅毒の研究や治療、医学を学ぶために長崎、京都、大阪を渡り歩き、水銀による治療薬の開発を行った。
その後、天保年間には大阪・船場に梅毒専門を開業した。
梅毒専門医師となったきっかけとして、梅毒に罹った父を29歳で、母を44歳で亡くしており、自身も梅毒に苦しみ、水銀の治療薬によって回復することができたためと語っている。
また、接種実験の為に梅毒に感染した遊女と交わったことがある。性交の一ヶ月後、梅毒に罹患したが、自身で開発した治療薬「延寿丸」を摂取し完治したと記している。これが事実であるならば、梅毒に二度罹患し、二度完治したということになる。
このような梅毒の経験や症例、治療法をまとめた書籍を出版し、庶民の啓発へと繋げた。著書内では「延寿丸」の宣伝も行なっていた。

## 著書
- 「黴瘡雑話」 文政7年
- 「妙薬奇覧」 文政10年
- 「黴瘡瑣談」 天保2年
- 「黴瘡軍談」 天保9年
- 「黴瘡茶談」 天保14年